# Diócesis de Colón-Kuna Yala
La diócesis de Colón-Guna Yala (en latín: Dioecesis Columbensis-Kunayalensis) es una circunscripción eclesiástica de la Iglesia católica en Panamá. Se trata de una diócesis latina, sufragánea de la arquidiócesis de Panamá. Desde el 7 de julio de 2014 su obispo es Manuel Ochogavía Barahona, de la Orden de San Agustín.

## Territorio y organización
La diócesis tiene 7208 km² y extiende su jurisdicción sobre los fieles católicos de rito latino residentes en la provincia de Colón y en la comarca Guna Yala (hasta 2010 llamada Kuna Yala).
La sede de la diócesis se encuentra en la ciudad de Colón, en donde se halla la Catedral de la Inmaculada Concepción.
En 2021 en la diócesis existían 22 parroquias.

## Historia
La diócesis de Colón fue erigida el 15 de diciembre de 1988 con la bula Cum Venerabiles Fratres del papa Juan Pablo II, obteniendo el territorio del vicariato apostólico de Darién.
El 13 de junio de 1997 adoptó su nombre actual.

## Estadísticas
Según el Anuario Pontificio 2022 la diócesis tenía a fines de 2021 un total de 214 760 fieles bautizados.
| Año                                                                             | Población            | Población | Población      | Sacerdotes | Sacerdotes    | Sacerdotes    | Bautizados por sacerdote | Diáconos permanentes | Religiosos | Religiosos | Parroquias |
| Año                                                                             | Bautizados católicos | Total     | % de católicos | Total      | Clero secular | Clero regular | Bautizados por sacerdote | Diáconos permanentes | Varones    | Mujeres    | Parroquias |
| ------------------------------------------------------------------------------- | -------------------- | --------- | -------------- | ---------- | ------------- | ------------- | ------------------------ | -------------------- | ---------- | ---------- | ---------- |
| 1990                                                                            | 165 000              | 190 000   | 86.8           | 28         | 4             | 24            | 5892                     | 1                    | 35         | 69         | 24         |
| 1999                                                                            | 152 000              | 212 000   | 71.7           | 33         | 11            | 22            | 4606                     | 2                    | 34         | 74         | 19         |
| 2000                                                                            | 162 000              | 220 000   | 73.6           | 30         | 11            | 19            | 5400                     | 1                    | 32         | 133        | 16         |
| 2002                                                                            | 175 000              | 240 000   | 72.9           | 32         | 20            | 12            | 5468                     | 1                    | 49         | 61         | 16         |
| 2003                                                                            | 178 000              | 248 000   | 71.8           | 35         | 20            | 15            | 5085                     | 1                    | 52         | 64         | 16         |
| 2004                                                                            | 180 000              | 236 654   | 76.1           | 32         | 20            | 12            | 5625                     | 1                    | 24         | 60         | 17         |
| 2006                                                                            | 171 000              | 237 019   | 72.1           | 33         | 21            | 12            | 5181                     | 1                    | 37         | 59         | 20         |
| 2013                                                                            | 204 000              | 290 000   | 70.3           | 39         | 29            | 10            | 5230                     | 1                    | 25         | 40         | 22         |
| 2016                                                                            | 203 169              | 277 818   | 73.1           | 33         | 29            | 4             | 6156                     |                      | 11         | 22         | 22         |
| 2019                                                                            | 209 000              | 285 800   | 73.1           | 35         | 29            | 6             | 5971                     |                      | 10         | 25         | 22         |
| 2021                                                                            | 214 760              | 293 690   | 73.1           | 35         | 29            | 6             | 6136                     |                      | 10         | 25         | 22         |
| Fuente: Catholic-Hierarchy, que a su vez toma los datos del Anuario Pontificio. |                      |           |                |            |               |               |                          |                      |            |            |            |

## Episcopologio
- Carlos María Ariz Bolea, C.M.F. † (15 de diciembre de 1988-18 de junio de 2005 retirado)
- Audilio Aguilar Aguilar (18 de junio de 2005-30 de abril de 2013 nombrado obispo de Santiago de Veraguas)
- Manuel Ochogavía Barahona, O.S.A., desde el 7 de julio de 2014